# チリの政党
チリの政党では、チリにおける政党について説明する。

## 解説
1973年9月のクーデター前までのチリは、「三等分構造」（tres tercios）と呼ばれ、左派（社会党、共産党）・中道（キリスト教民主党）・右派（国民党）がそれぞれ3分の1程度の政治勢力を有していた。しかし、73年9月にピノチェト将軍を中心とするクーデターが発生し、軍政が敷かれたことで既存政党は全て解散させられた。そして1990年の民政移行後は、上下両院の選挙制度に「修正2名制」が導入されたこともあって、コンセルタシオン・デモクラシア（左派・中道）、変革のための同盟（右派・中道右派）という2大政党連合を中核とする穏健な多党制へと変化した。しかし、2015年に修正2名制に代わる新たな選挙制度が可決成立して2017年総選挙から運用が開始された事、新多数派（コンセルタシオンの後身）の分裂、新興の左派政党連合の誕生によって2大政党連合の構図は大きく変化している。
アウグスト・ピノチェト政権による軍政から民政移管後は、中道左派のコンセルタシオン・デモクラシアが一貫して政権を維持していたが、2010年1月の大統領選挙で中道右派の「変革のための同盟」が推すセバスティアン・ピニェラ候補が当選を果たしたことで、中道左派から中道右派への政権交代が初めて行われた。コンセルタシオンは2013年4月に共産党など左派政党も加えた「新多数派」に改編され、同年12月の大統領選挙でミシェル・バチェレ元大統領が返り咲き当選を果たし、政権与党となった。その後、新多数派は意思決定のあり方をめぐって対立が生じ、左派政党（社会党・共産党・民主主義のための政党など）による「多数派の力」(La Fuerza de la Mayoría)とキリスト教民主党を中心とした「民主的集中」（Convergencia Democrática）に分裂。中道右派は2015年1月に新たな政党連合として「チレ・バモス」(Chile Vamos)を結成した。
2017年1月、2011年に行われた学生運動のリーダーが中心となって、新自由主義モデルの克服、左右2大政党ブロックに代わる新たな選択肢、参加型民主主義の推進を掲げる「広域戦線」（Frente Amplio）が結成。同年11月に行われた大統領選挙第1回投票では2割台の得票を得て3位となり、2位の「多数派の力」候補に肉薄、同時に行われた議会選挙でも躍進し、チレ・バモスと多数派の力に次ぐ、第3勢力となった。

## 政党および政党連合の一覧

### 全国政党
サンチアゴ首都州を含む全ての州に組織を持つ政党。
- 国民革新党 (Renovación Nacional、National Renewal)
- キリスト教民主党 (Partido Demócrata Cristiano、Christian Democrat Party)
- 民主主義のための政党 (Partido Por la Democracia、Party for Democracy)
- 独立民主連合 (Unión Demócrata Independiente、Independent Democrat Union)
- チリ社会党 (Partido Socialista de Chile、Socialist Party of Chile)
- チリ共産党 (Partido Comunista de Chile、Communist Party of Chile)
- 急進社会民主党 (社会民主急進党、Partido Radical Socialdemócrata、Social Democrat Radical Party):
  - 1994年、チリ社会民主党（英語版） (Partido Socialdemocracia Chilena、Chilean Social Democracy Party)と急進党（英語版） (Partido Radical de Chile、Radical Party of Chile)が合同して結成。
- 独立地域党 (Partido Regionalista de los Independientes、Regionalist Party of the Independents)

### 地方政党
- 人道党 (Partido Humanista、Humanist Party)
- 環境党 (Partido Ecologista、Ecologist Party)
- 地方勢力 (地方の力、Fuerza País、Country Force
- チリ・キリスト教左翼党 (Partido Izquierda Cristiana de Chile、Christian Left Party of Chile)
- チリ第一党 (Chile Primero、Chile First)

### 法的に未登録の政党
- ソル・人民党 (Sol - Partido del Pueblo、Sol - Party of the People)
- 人民民主運動 (Movimiento Democrático de los Pueblos、Democratic Movement of the Peoples)

### 政党連合
- 多数派の力(La Fuerza de la Mayoria)新多数派に参加していた左派政党によって結成。
  - チリ社会党(PS)
  - 民主主義のための党(PPD)
  - チリ共産党(PCC)
  - 急進社会民主党(PRSD)
- 民主集中(Convergencia Democrática)新多数派に参加していたキリスト教民主党を中心と
  - キリスト教民主党(PDC)、
  - 拡大社会運動(MAS)
  - 市民左派(IC)
- 広域戦線(Frente Amplio)2017年1月に結成された新興左派政党による政党連合
  - 民主革命(RD)
  - 人道党(PH)
  - 自由党(PL)
  - 平等党(IGUALDAD)
  - 環境緑の党(PEV)
  - 力(PODER)
- チレ・バモス(Chile Vamos)－右派及び中道右派勢力による政党連合
  - 独立民主連合 (UDI)
  - 国民革新党 (RN)
  - 政治の発展(EVOPOLI)
  - 独立地域主義党(PRI)

### かつて存在した政党連合
- 人民連合(Unidad Popular) - チリ社会党、チリ共産党、急進党、人民統一行動運動、独立人民行動、キリスト教左翼などが参加。
- 人民戦線(Frente Popular)
- コンセルタシオン・デモクラシア（民主政党連合、Concertación de Partidos Por la Democracia、Coalition of Parties for Democracy)－中道左派及び中道勢力による政党連合。2013年に共産党など左派政党も加えた新たな政党連合「新多数派」へ改編された。
- 我々といっしょにできる(フント・ポデーモス・マス、Juntos Podemos Más) －コンセルタシオンに参加しない左翼政党を中心とした政党連合。
- 新多数派(Nueva Mayoria)－コンセルタシオン・デモクラシアに参加していた政党に加え、チリ共産党や市民左派など左派政党が参加した政党連合。2013年に結成されたが、2017年の大統領選挙を前に左派政党を中心とする「多数派の力」(La Fuerza de la Mayoria)と中道政党を中心とする「民主的集中」(Convergencia Democrática)に分裂した。
- チリのための同盟 (Alianza por Chile、Alliance for Chile) - 国民革新党(RN)、独立民主連合(UDI)の中道右派政党連合。1988年に行われた軍政継続を問う国民投票を前に結成された「民主主義と進歩の同盟」(Pacto Democracia y Progreso)を母体としている。
- 変革のための同盟(Coalición por el Cambio)－「チリのための同盟」を前身とする右派及び中道右派勢力による政党連合

注：カッコ内の表記は左側がスペイン語表記、右側が英語表記である。
- マヌエル・ロドリゲス愛国戦線(Frente Patriotico Manuel Rodriguez，

Manuel Rodriguez Patriotic Front)- 反米の極左過激組織である。チリ共産党（PCC）の軍事部門として1983年12月に設立された。組織名は19世紀のスペインからの独立戦争の英雄の名に由来する。テロにより政府の弾圧を強化させ，それに伴う反政府感情を結集して米国資本のチリ撤退を促し，社会主義政権の樹立を目指す。
都市で爆弾テロを多用し，企業を定期的に攻撃する。ペルーの「トゥパク・アマル革命運動」（MRTA）との関係も指摘された。1987年に共産党との関係を維持するFPMR主流派と武装闘争を堅持するFPMR反主流派（FPMR/D）に分裂した。1991年6月に主流派は合法政党化した。チリ国内で2005年以降，連続して発生した爆弾事件に関与した容疑で，2010年，FPMRの元メンバーらが逮捕されたことから，武装闘争を唱える反主流派が現在も活動している可能性もあるとされる。
- 統一人民行動運動(Movimiento de Acción Popular Unitaria)左翼派政党
- 革命左派運動(MIR）(Movimiento de laIzquierda Revolucionaria，Movement of the Revolutionary Left)、チリの左派運動

## 関連事項
- Index of political parties to browse parties by name
- List of political parties to browse parties by country
- List of political parties by ideology to browse parties by name
- Membership of internationals to browse parties by membership of internationals
- Timeline of liberal and radical parties in Chile